# Eleonore zu Oettingen-Spielberg

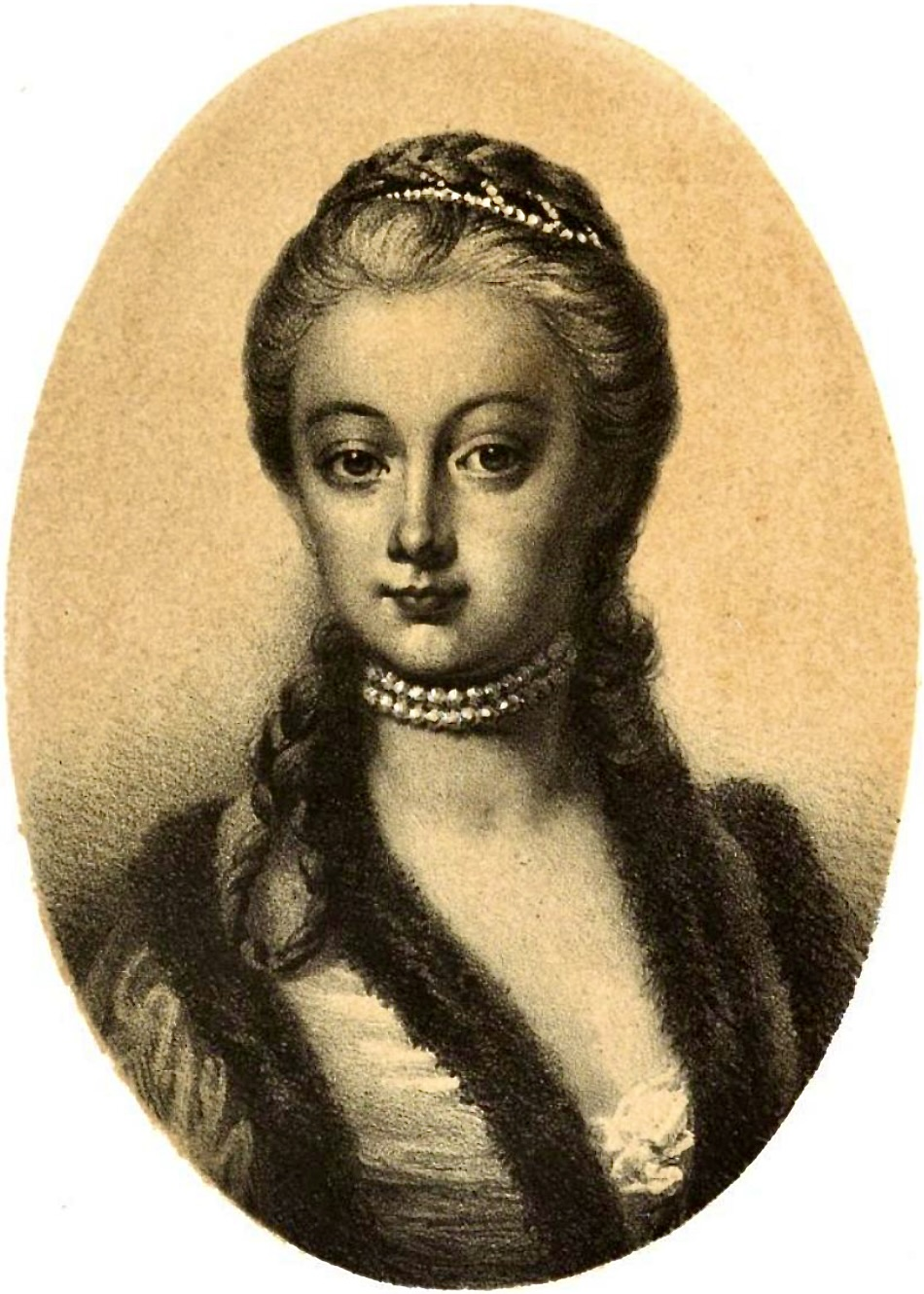
Fürstin Eleonore Liechtenstein

Fürstin Eleonore Liechtenstein, geborene Prinzessin Oettingen-Spielberg (* 7. Juli 1745 in Oettingen; † 26. November 1812 in Wien), stand als Sekretärin des Zirkels der Fünf Fürstinnen Kaiser Joseph II. nahe, ohne eine Liebesbeziehung mit ihm einzugehen oder seine Politik des aufgeklärten Despotismus zu billigen.

## Biografie

### Frühe Jahre und Heirat
Eleonore war die jüngste Tochter des Fürsten Johann Aloys I. zu Oettingen-Spielberg (1701–1780) und dessen Gattin Theresia, geborene Herzogin zu Schleswig-Holstein-Sonderburg-Wiesenburg (1713–1745). Sieben Tage nach ihrer Geburt verstarb ihre Mutter. Die Halbwaise verbrachte die ersten vier Lebensjahre auf Schloss Oettingen. Gemeinsam mit ihrer Schwester Leopoldine wurde sie von 1749 bis 1758 in einem französischsprachigen Kloster in Straßburg erzogen. Anschließend kehrte das Schwesternpaar in die Heimat zurück. Mit dem Tod ihrer Tante Maria Eleonore, Witwe Giuseppe Gonzagas, im Frühjahr 1760 kam sie in den Besitz der Herrschaft Groß Meseritsch mit den Gütern Radostin und Zhorz im Wert von 500.000 Gulden. Im Sommer 1760 wurden die beiden Schwestern vom Vater am Wiener Hof Kaiserin Maria Theresia vorgestellt und deren Schutz anempfohlen. Die Kaiserin ernannte sie sogleich zu Kammerfräulein und stellte sie unter die Obsorge der Obersthofmeisterin Gräfin Maria Josepha Paar. Beide Schwestern pflegten eine enge Beziehung zu den Töchtern des Kaiserpaars.
Am 30. März 1761 heiratete Eleonore in Wien Fürst Karl Borromäus von und zu Liechtenstein (1730–1789), Sohn des Fürsten Emanuel von und zu Liechtenstein (1701–1771) und dessen Gattin Maria Antonia, geborene Gräfin von Dietrichstein (1706–1777). Aus der Ehe gingen sieben Kinder hervor. Nach den Flitterwochen zog ihr Gatte wieder ins Feld. Die Monate ab Sommer 1761 verbrachte sie auf den liechtensteinischen Schlössern Loosdorf und Feldsberg, ehe sie im November 1762 von ihrem Gatten nach Wien begleitet wurde. Im Sommer 1763 reiste das Ehepaar nach Mähren und bewohnte Schloss Groß Meseritsch. Als Ehrendame nahm sie 1764 gemeinsam mit ihrem Gatten an der Krönung Kaiser Josephs II. in Frankfurt am Main teil. Die Reise zur Krönung führte das Ehepaar zuerst nach München, wo sie am Hof Kurfürst Maximilian III. Joseph vorgestellt wurden, und hernach nach Oettingen, von wo aus sie Markgraf Alexander zu Brandenburg in Triesdorf und Verwandte in Eichstätt, Baldern und Wallerstein besuchten. 1765 wohnte Eleonore der Beisetzung Kaiser Franz I. in Wien bei. In den folgenden Jahren verbrachte sie jeweils die Sommer in Groß Meseritsch, die Herbstmonate in Feldsberg und die Winter in Wien, wo sie oftmals bei Hof geladen war. Derweil pflegte sie eine Beziehung zu Graf Karl O’Donell von Tyrconell, die auf einer starken gegenseitigen Zuneigung beruhte. Eleonore vermochte rechtzeitig ihr Gefühle zu überwinden, bevor eine Liebesaffäre daraus entstand.

### Beziehung zu Joseph II.

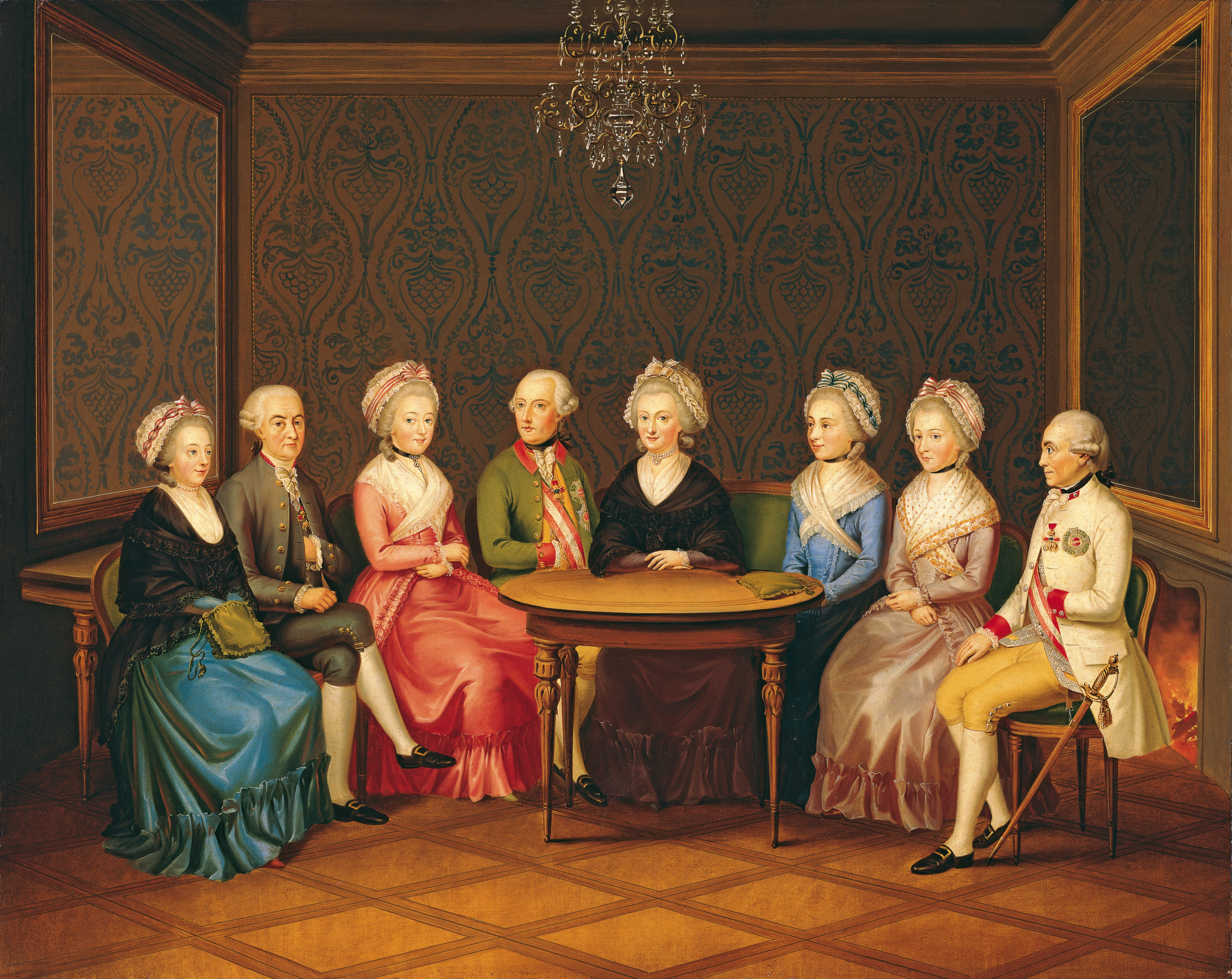
Joseph II., Feldmarschall Lacy und Obersthofmeister Orsini-Rosenberg im Zirkel der Fünf Fürstinnen

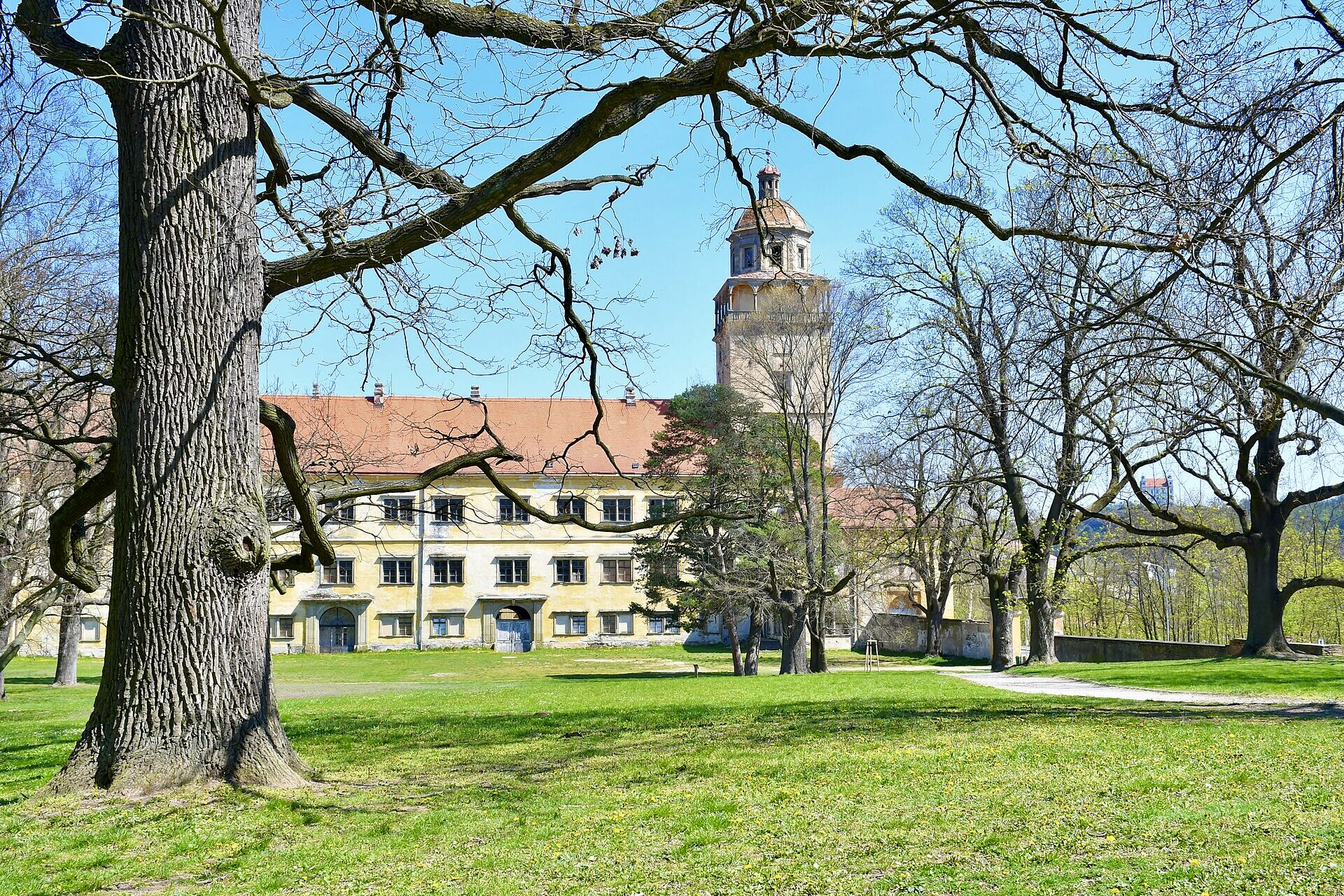
Schloss Mährisch Krumau (Ben Skála)

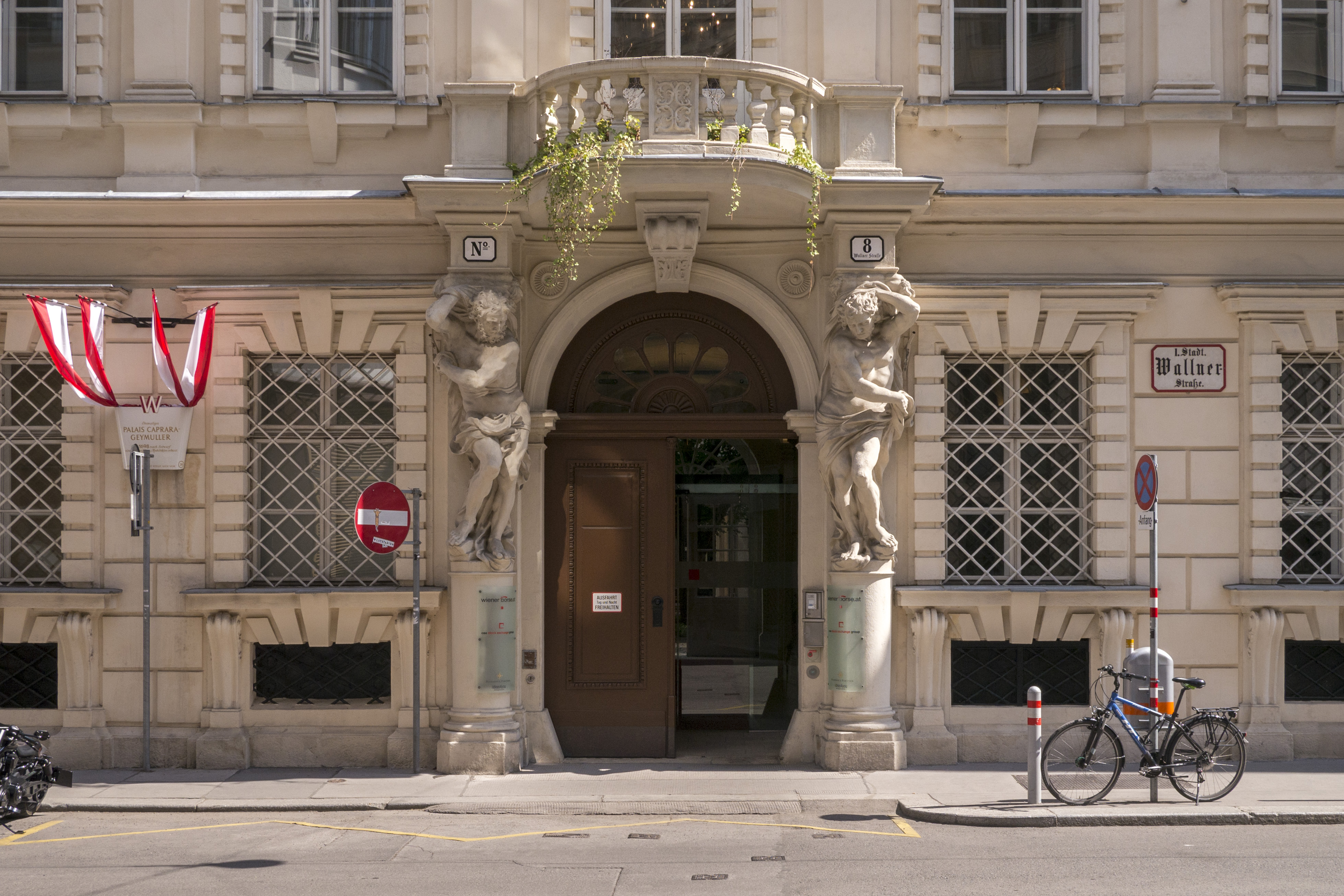
Palais Wallnerstraße 8, Wien

In Wien hatte sich seit 1768 ein Zirkel aus fünf verheirateten, adeligen Damen gebildet, in dem Kaiser Joseph II. über zwei Jahrzehnte lang Entspannung von den Regierungsgeschäften fand. Zu Anfang traf sich der Zirkel einmal wöchentlich, während der Alleinherrschaft des Kaisers ab 1780 oft bis zu vier Abende in der Woche. Neben Eleonore gehörten dem Damenzirkel ihre Schwester Leopoldine, ihres Schwagers Gattin Leopoldine und ihre Cousinen Fürstin Josepha von Clary und Aldringen und Fürstin Maria Sidonia Kinsky von Wchinitz und Tettau an. Als Gäste waren außer dem Kaiser nur dessen Gefährten Feldmarschall Graf Franz Moritz von Lacy und Obersthofmeister Graf Franz Xaver Wolfgang von Orsini-Rosenberg zugelassen. Man unterhielt sich über Tagesereignisse, Personen, den Hof und Literatur. Der Damenzirkel fand sich gewöhnlich in Wien, in den Frühlingsmonaten auf den Schlössern Laxenburg und Neuwaldegg zusammen. In den Sommermonaten führte man eine rege Korrespondenz und organisierte zuweilen Landpartien. Besonders Eleonore galt die ernsthafte Zuneigung des verwitweten Kaisers. Während einer Gesellschaft im Belvederegarten sagte er zu ihr: 

«Ich betrachte Sie wie meine Frau, ich habe dieses Gefühl für Sie, man ist nicht verliebt in seine Frau, aber ich habe Interesse für alles, was auf Sie Bezug hat.»

Der Kaiser versuchte so oft wie möglich in ihrer Nähe zu sein und hoffte, sie davon zu überzeugen, seine Mätresse zu werden. Zweifelsohne fühlte sich Eleonore durch die Zuwendung, die ihr der Kaiser schenkte, geschmeichelt. Sie versuchte ihm zu gefallen, lehnte es jedoch ab, eine intime Beziehung einzugehen. Allmählich kühlte sich das Verhältnis ab. Die Freundschaft blieb gleichwohl bestehen. 1772 wurde ihr Schwager Franz Joseph I. Oberhaupt des Hauses Liechtenstein, während ihr Gatte Schloss Mährisch Kromau erbte, wo Eleonore von da an die Sommermonate verbrachte. In Wien bewohnte das Ehepaar das Palais an der Wallnerstraße 8. Eleonores Freundschaft zum Kaiser war nicht frei von Spannungen, namentlich weil sie die Reformen auf kirchlichem Gebiet ablehnte, die er nach dem Tod seiner Mutter Maria Theresia vornahm. 1781 folgte der Neffe ihres Gatten, Alois I., seinem Vater Franz Joseph als regierender Fürst.
Während des Zweiten Russisch-Österreichischen Türkenkriegs reiste sie im Sommer 1788 nach Agram, um ihren erkrankten Gatten zu besuchen. In einem Schlafwagen brachte sie ihn über Warasdin, Csakathurn und Steinamanger zurück nach Wien. 1789 verstarb ihr Gatte. Eleonore ließ im gleichen Jahr auf dem Kirchhof der Pfarrkirche Allerheiligen in Mährisch Kromau ein Mausoleum errichten, in dem ihr Gatte und später die weiteren Mitglieder der Karlischen Linie des Hauses Liechtenstein beigesetzt wurden. Mit dem Tod Kaiser Josephs II. 1790 verlor der Damenzirkel seine Bedeutung. Unter seinen unentschlossenen Nachfolgern sah Eleonore die Rastlosigkeit des Verstorbenen, welche sie oft kritisiert hatte, in einem anderen Licht:

«Der Einfluß der Regierung ist stärker, als wir denken und als zur Zeit des armen, verstorbenen Kaisers. Er hat uns oft wüthend ärgerlich gemacht, aber welche Bewegung, welches Leben, welches Feuer, welchen Rechtssinn hat er Allen mitgetheilt. Man konnte damals nicht genug schreiben und sprechen von neuen Dingen; jetzt scheint alles wie vom Schlage gerührt zu sein.»

### Späte Jahre
Eleonore kaufte sich 1790 an der Rabengasse in der Wiener Vorstadt Landstraße eine Villa mit Garten, Stallung und Gewächshäusern. Ihre mährischen Besitzungen besuchte sie nur noch selten. Im Frühjahr 1791 wurde sie von Kaiserin Maria Ludovica nach Laxenburg eingeladen. Der Pillnitzer Deklaration maß sie große Wichtigkeit zu. Sie erwies sich als Gegnerin der Grundsätze und des Verlaufs der Französischen Revolution. Familienmitgliedern und Freunden stattete sie gerne Besuche ab, allen voran Feldmarschall Lacy. Ferner begab sie sich auf Wallfahrten nach Mariazell. 1795 verstarb ihre Schwester. Zu dieser hatte sie zeitlebens ein inniges Verhältnis, wovon ein umfangreicher Briefwechsel Zeugnis gibt. 1796 erwarb sie das Haus an der Riemergasse 8. 1797 verkaufte die fürstliche Vormundschaft das Wiener Palais an der Wallnerstraße. In der Zeit des Rastatter Kongresses stand sie in Opposition zur Politik von Außenminister Freiherr Johann Amadeus Franz von Thugut, weil ihr dieser zu nachgiebig gegenüber den Interessen der Ersten Französischen Republik schien. 1798 übernahm sie für ihren minderjährigen Sohn Moritz die Verwaltung der Herrschaft Frischau mit den Gütern Bonitz (Bohunice) und Gaiwitz und überwies ihm dafür eine Rente von jährlich 12.000 Gulden. Nachdem ihre Söhne 1801 aus französischer Kriegsgefangenschaft nach Wien zurückgekehrt waren, wohnte sie in Anwesenheit der kaiserlichen Familie der Ordensverleihung vor dem Wiener Schottentor bei, an der zwei ihrer Söhne, Moritz und Alois, mit dem Militär-Maria-Theresien-Orden ausgezeichnet wurden.
Sie protegierte Graf Klemens Wenzel Lothar von Metternich, der mit ihrer Nichte Maria Eleonore verheiratet war. Wahrscheinlich war es Eleonore, die Metternich nach dem Sturz des Außenministers Thugut den Posten eines Gesandten in Dresden verschaffte. 1805 erlebte sie die erste Besetzung Wiens durch die Napoleonische Armee. Im gleichen Jahr wohnte sie der feierlichen Enthüllung des Kenotaphs der Erzherzogin Marie Christine von Österreich in der Wiener Augustinerkirche bei, woraufhin der Bildhauer Antonio Canova mehrmals bei ihr zu Gast war. Ihr Anwesen in der Wiener Vorstadt verkaufte sie 1806. 1807 reiste sie nach Schloss Eisgrub, Mährisch Kromau, Frischau und Groß Meseritsch, und kehrte alsdann nach Wien zurück. Im Sommer 1808 machte sie einen Aufenthalt im Meidlinger Theresienbad und besuchte die Kapelle von Schloss Schönbrunn sowie Verwandte und Freunde. Die Zeit der zweiten Besetzung Wiens 1809 verbrachte sie in ihrem Stadthaus, das unter Beobachtung der napoleonischen Truppen stand. Die Heirat von Erzherzogin Marie-Louise von Österreich mit Kaiser Napoleon I. 1810 lehnte sie entschieden ab. 1811 erwarb sie in Hietzing ein Haus mit Garten. Eleonore verstarb am 26. November 1812 in Wien. Ihr Leichnam wurde nach Mährisch Kromau überführt und in der Familiengruft bestattet.

## Nachkommen
- Josepha (1763–1833) ⚭ 1782 Graf Johann Nepomuk Ernst von Harrach (1756–1829)
- Karl (1765–1795) ⚭ 1789 Gräfin Maria Josepha von Khevenhüller-Metsch (1770–1849)
- Wenzel (1767–1842), unverheiratet
- Emanuel (1770–1773)
- Moritz (1775–1819) ⚭ 1806 Fürstin Maria Leopoldine Esterházy von Galántha (1788–1846)
- Franz (1776–1794), unverheiratet
- Alois (1780–1833), unverheiratet

## Auszeichnungen
- 1761 Palastdame
- 1761 Sternkreuzordensdame